# Campeonato Mundial de Halterofilia de 1959
El  XXXV Campeonato Mundial de Halterofilia se celebró en Varsovia (Polonia) entre el 29 de septiembre y el 4 de octubre de 1959 bajo la organización de la Federación Internacional de Halterofilia (IWF) y la Federación Polaca de Halterofilia.
En el evento participaron 85 halterófilos de 19 federaciones nacionales afiliadas a la IWF.

## Medallistas
| Evento  | Oro                                | Plata                               | Bronce                                |
| ------- | ---------------------------------- | ----------------------------------- | ------------------------------------- |
| 56 kg   | Vladimir Stogov URSS 332,5         | Marian Jankowski · Polonia · 320,0  | Imre Földi · Hungría · 295,0          |
| 60 kg   | Marian Zieliński · Polonia · 365,0 | Isaac Berger Estados Unidos 362,5   | Sebastiano Mannironi · Italia · 350,0 |
| 67,5 kg | Viktor Bushuyev URSS 385,0         | Akop Faradzhian URSS 370,0          | Abdul-Wahid Aziz Irak 362,5           |
| 75 kg   | Tommy Kono Estados Unidos 425,0    | Fiodor Bogdanovski URSS 417,5       | Jan Bochenek · Polonia · 392,5        |
| 82,5 kg | Rudolf Pliukfelder URSS 457,5      | Ireneusz Paliński · Polonia · 432,5 | James George Estados Unidos 417,5     |
| 90 kg   | Louis Martin Reino Unido 445,0     | Arkadi Vorobiov URSS 445,0          | Czesław Białas · Polonia · 422,5      |
| +90 kg  | Yuri Vlasov URSS 500,0             | James Bradford Estados Unidos 492,5 | Ivan Veselinov Bulgaria 455,0         |

1. 1 2 3  Fuerza (kg) + arrancada (kg) + dos tiempos (kg) = TOTAL (kg)

## Medallero
| Núm. | País           | Oro | Plata | Bronce | Total |
| ---- | -------------- | --- | ----- | ------ | ----- |
| 1    | URSS           | 4   | 3     | 0      | 7     |
| 2    | Polonia        | 1   | 2     | 2      | 5     |
| 3    | Estados Unidos | 1   | 2     | 1      | 4     |
| 4    | Reino Unido    | 1   | 0     | 0      | 1     |
| 5    | Bulgaria       | 0   | 0     | 1      | 1     |
| 5    | Hungría        | 0   | 0     | 1      | 1     |
| 5    | Irak           | 0   | 0     | 1      | 1     |
| 5    | Italia         | 0   | 0     | 1      | 1     |
|      | TOTAL          | 7   | 7     | 7      | 21    |